# Angraecum
Angraecum Bory, 1804 è un genere di piante appartenente alla famiglia delle Orchidacee.
Comprende oltre 220 specie, diffuse nell'Africa tropicale, in Madagascar, ove è concentrata la maggiore biodiversità, ed in varie altre isole dell'oceano Indiano (Comore, Seychelles, isole Mascarene e Sri Lanka).

## Descrizione
La maggior parte delle specie di Angraecum sono epifite, alcune sono litofite. Sono provviste di radici aeree, di consistenza carnosa, raggruppate alla base del fusto nelle specie a fusto breve, o lungo il fusto, intervallate alle foglie, nelle specie con fusto più lungo. Le radici possono essere rivestite da un velo radicale detto velamen, composto da cellule vuote e permeabili all'acqua, che consente alla pianta di assorbire l'umidità atmosferica e, in alcune specie, di espletare un'attività fotosintetica, grazie alla presenza di cloroplasti.

Come tutte le Angraecinae, non possiedono pseudobulbi ed hanno fusti a crescita monopodiale, ossia presentano un solo "piede" vegetativo. Il fusto può essere lungo solo pochi centimetri, come per esempio in A. minus, o raggiungere alcuni metri di lunghezza, come in A. infundibulare. Nella maggior parte delle specie cresce verticalmente, ma in talune specie può distaccarsi orizzontalmente dalla pianta ospite o assumere un atteggiamento pendente.

I fiori, molto odorosi soprattutto durante la notte, sono riuniti in infiorescenze racemose che originano dalle ascelle foliari, e sono di colore bianco nella maggior parte delle specie, ma in alcune specie possono essere gialli, verde chiaro o ocra. Un elemento caratteristico del genere è il lungo sperone presente alla base del labello, che in alcune specie può superare i 30 cm.

## Biologia

### Riproduzione
La maggior parte delle specie di Angraecum si riproduce grazie alla impollinazione entomofila da parte di farfalle notturne della famiglia Sphingidae.. Paradigmatico di questa stretta interdipendenza coevolutiva è il caso della cosiddetta "orchidea di Darwin" (A. sesquipedale), una specie caratterizzata da uno sperone lungo circa 30 cm, per la quale Charles Darwin postulò l'esistenza di un insetto impollinatore dotato di una spirotromba di analoghe dimensioni. A distanza di circa 40 anni dalla formulazione di una tale ipotesi fu effettivamente scoperto che l'impollinatore era uno sfingide, Xanthopan morganii, dotato di una spirotromba di dimensioni corrispondenti.

Alcune specie endemiche delle isole Mascarene (A. bracteosum, A. striatum), caratterizzate da fiori non profumati e con sperone di piccole dimensioni, hanno un meccanismo di riproduzione legato invece alla impollinazione ornitogama, ad opera di uccelli della famiglia Zosteropidae (Zosterops borbonicus, Z. olivaceus).

Un'altra specie endemica delle Mascarene, A. cadetii, anch'essa con fiori non profumati e con sperone di piccole dimensioni, deve la sua impollinazione, caso unico tra le orchidaceae, ad un grillo, Glomeremus orchidophilus della famiglia Gryllacrididae.

## Tassonomia
Il genere comprende oltre 220 specie tra cui:
- Angraecum acutipetalum Schltr.
- Angraecum arachnites Schltr.
- Angraecum brachyrhopalon Schltr.
- Angraecum bracteosum Schltr.
- Angraecum cadetii Bosser
- Angraecum chaetopodum
- Angraecum compactum
- Angraecum dendrobiopsis
- Angraecum didieri
- Angraecum distichum
- Angraecum eburneum Bory
- Angraecum infundibulare Lindl.
- Angraecum longicalcar  (Bosser) Senghas
- Angraecum magdalenae Schltr. & H. Perrier.
- Angraecum rhynchoglossum Schltr.
- Angraecum sesquipedale Thouars
- Angraecum sororium Schltr.
- Angraecum striatum Thouars

### Alcune specie

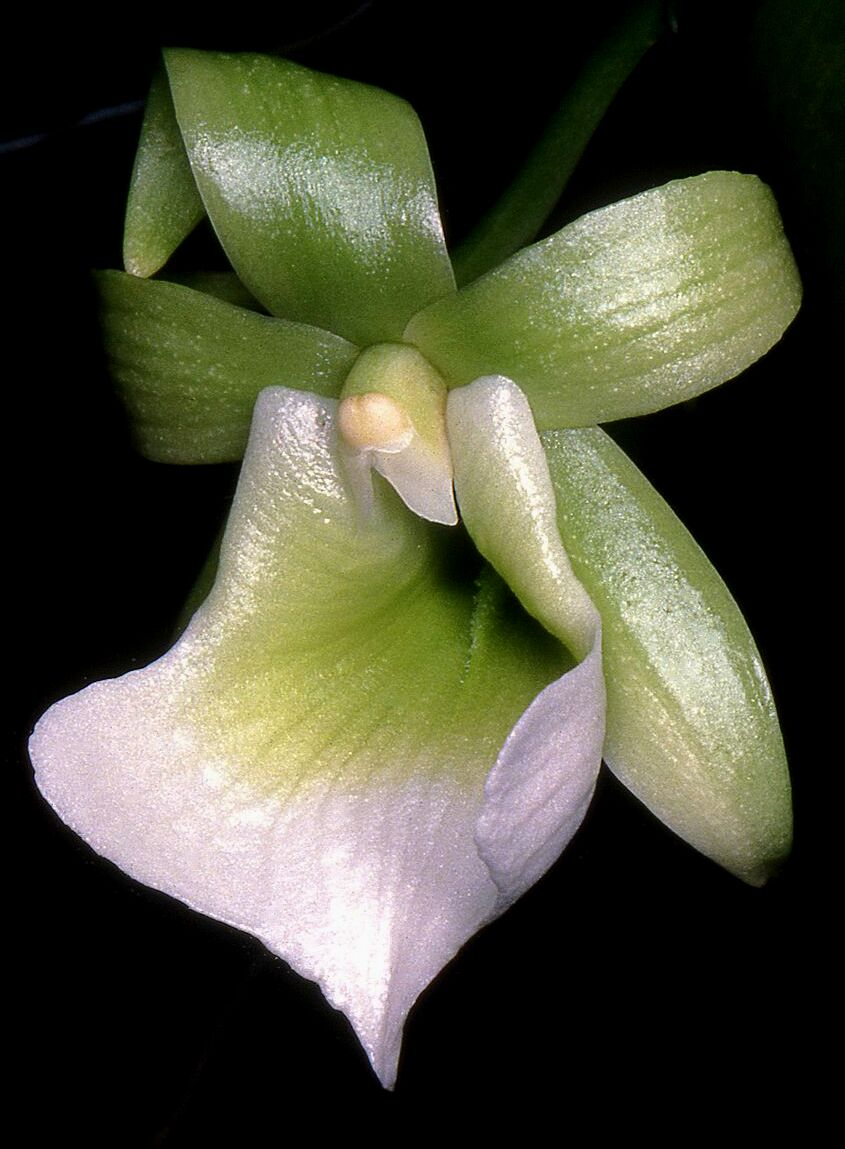
A. birrimense
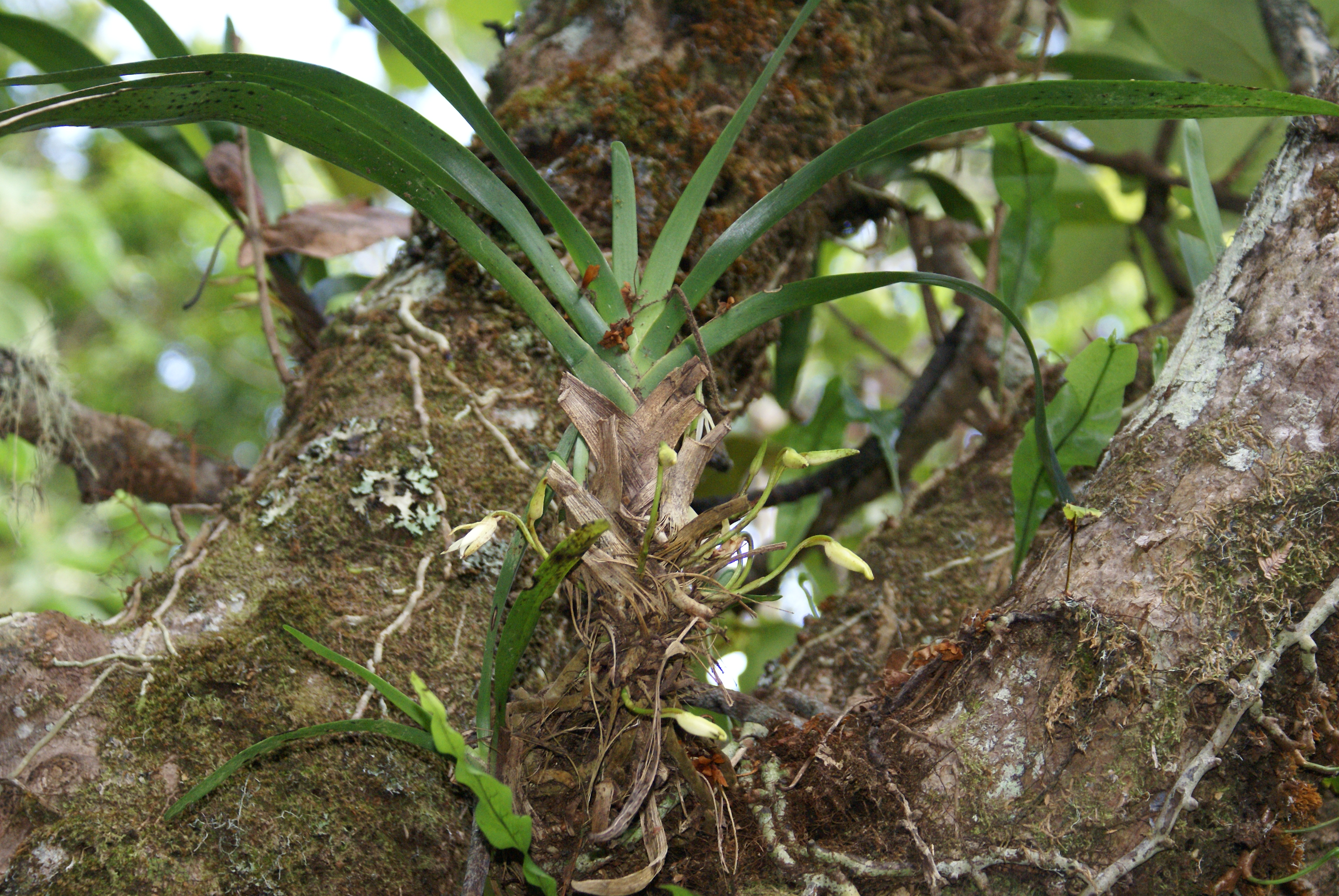
A. borbonicum
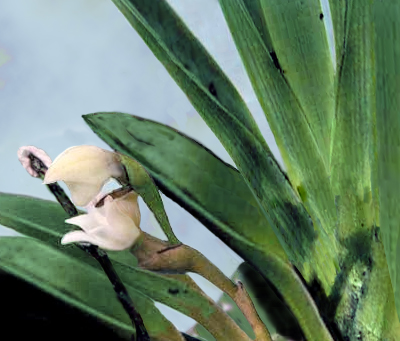
A. cadetii
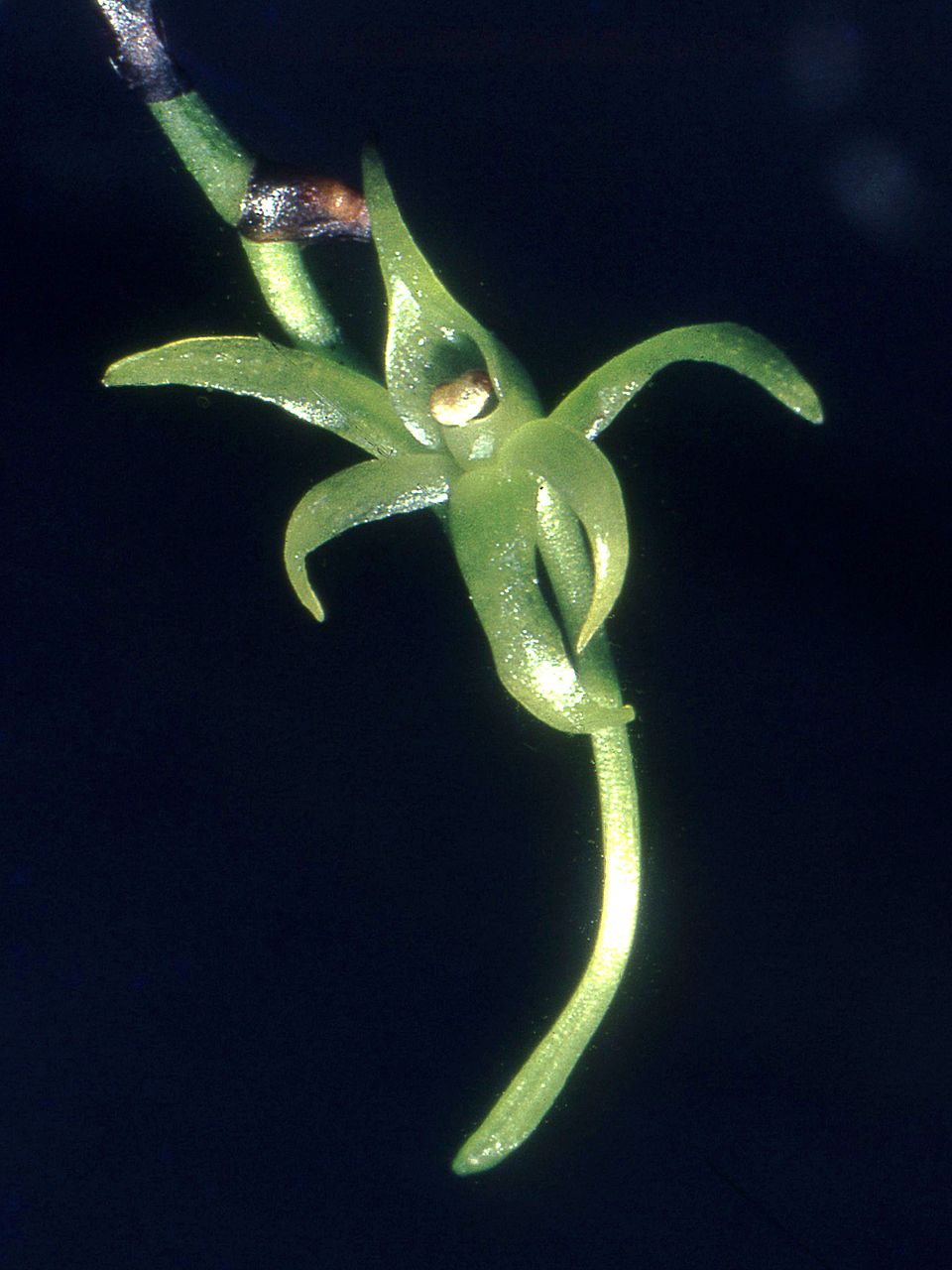
A. calceolus
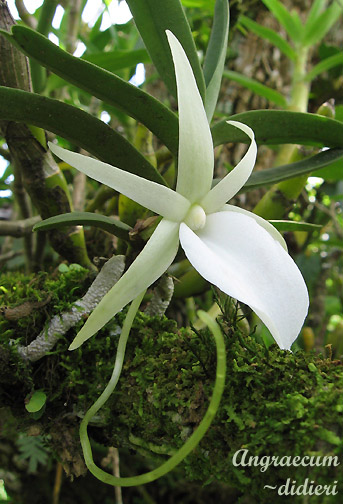
A. didieri
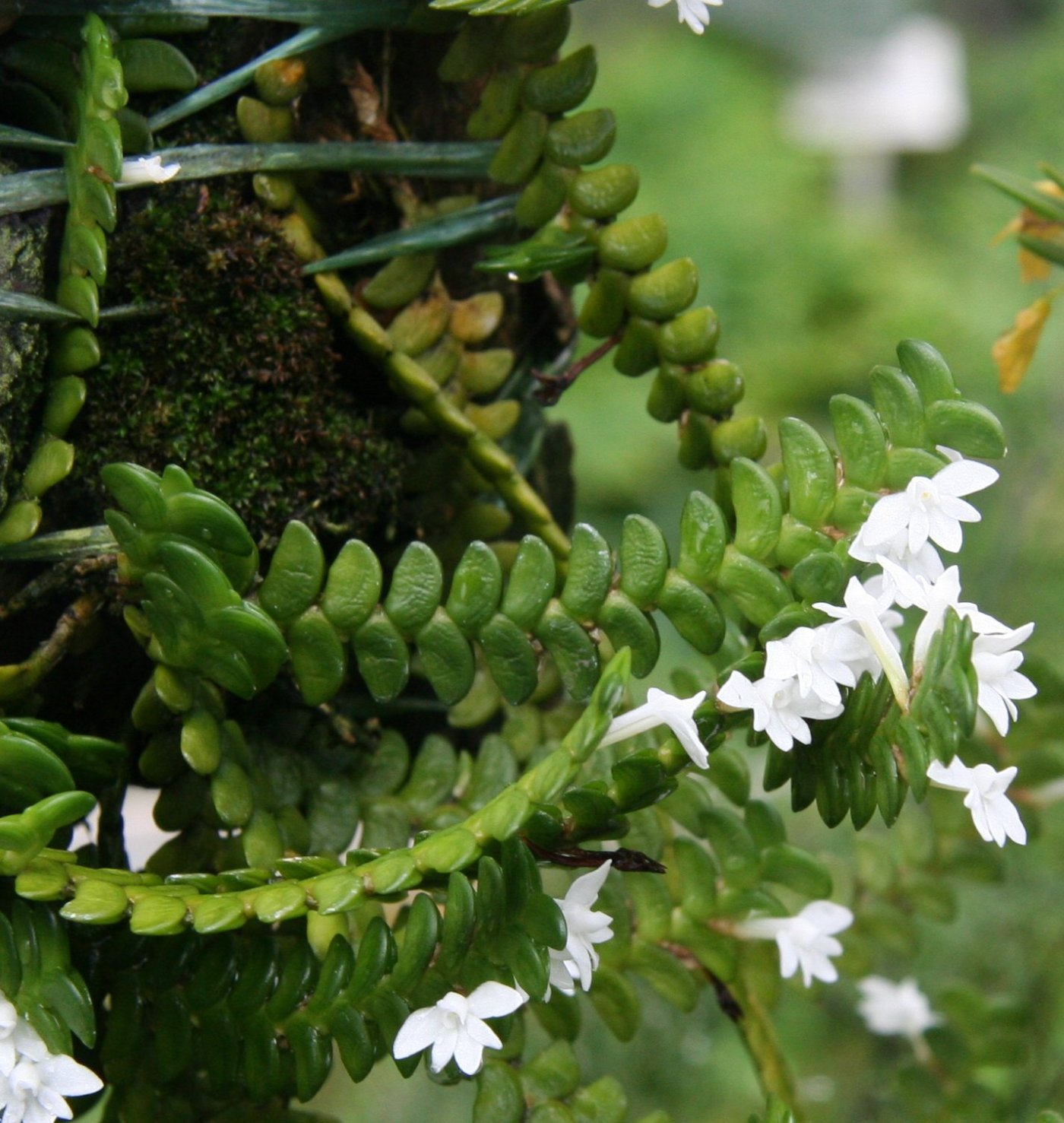
A. distichum
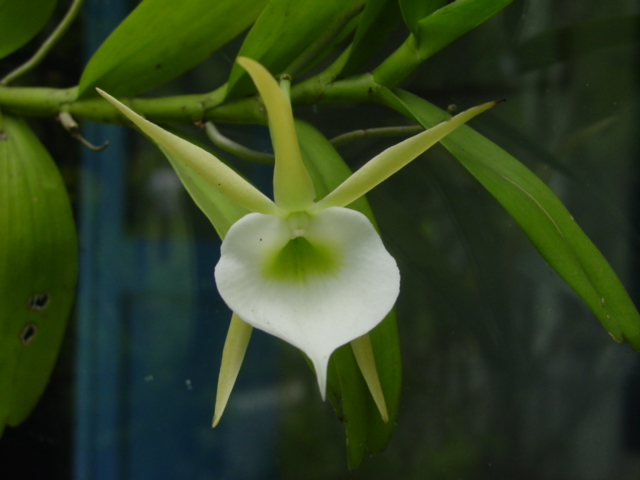
A. infundibulare
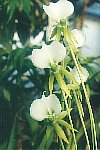
A. longicalcar
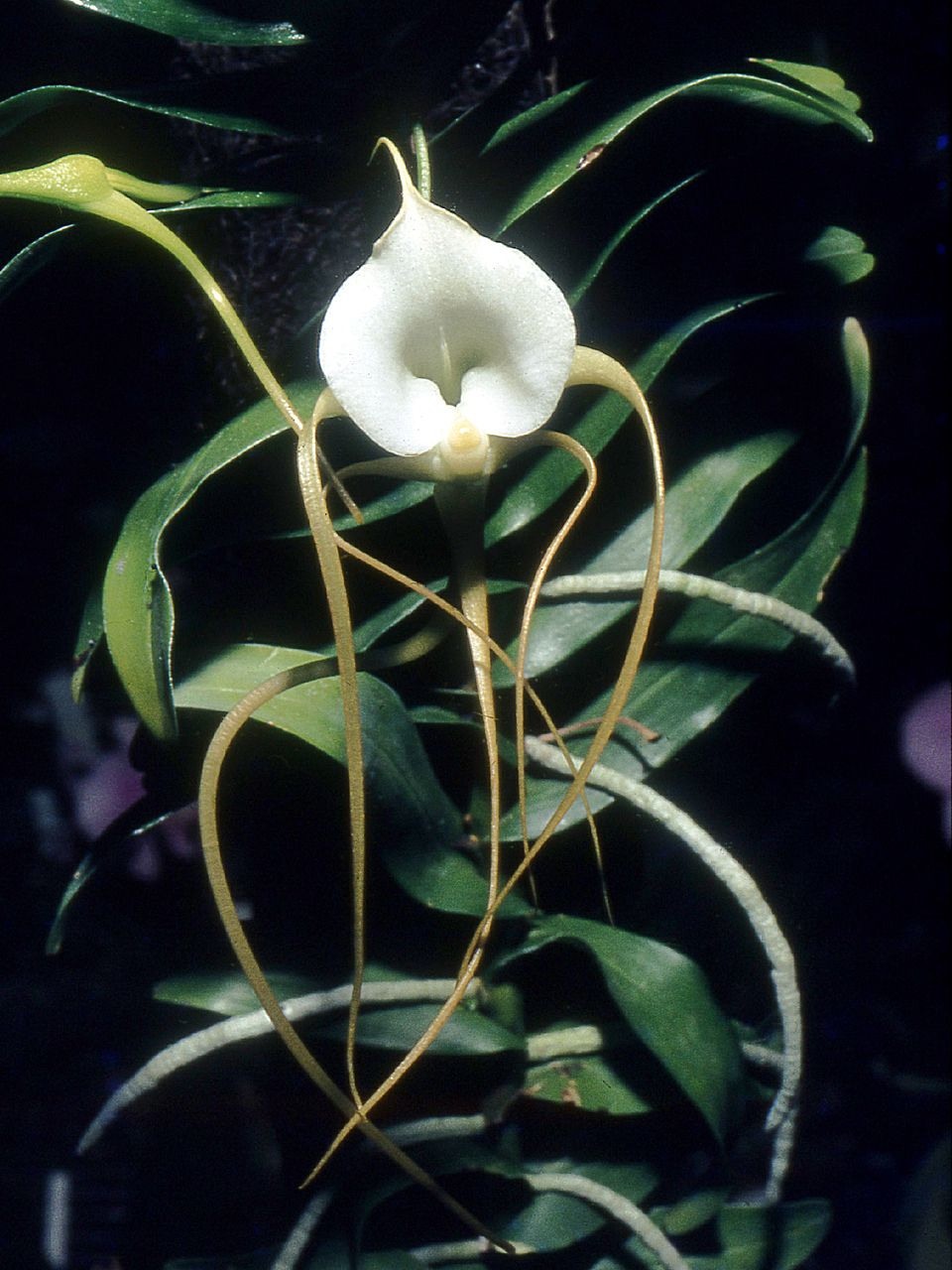
A. ramosum
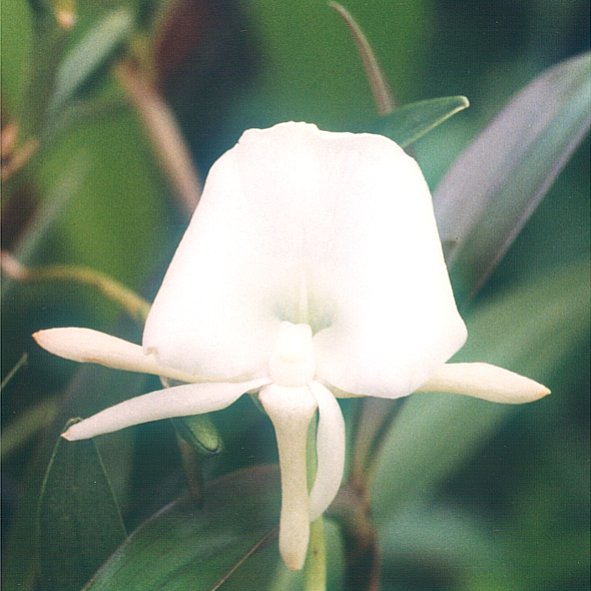
A. scottianum

### Ibridi
Può dare frequentemente luogo ad ibridi intergenerici con altri generi di Angraecinae:
- ×Angraecyrtanthes (Angraecum × Aeranthes × Cyrtorchis)
- ×Angraeorchis  (Angraecum × Cyrtorchis)
- ×Angraeorchis  (Angraecum × Cyrtorchis)
- ×Angraecentrum  (Angraecum × Ascocentrum)
- ×Angreoniella  (Angraecum × Oeoniella)
- ×Angrangis (Angraecum × Aerangis).
- ×Angraecostylis   (Angraecum × Rhynchostylis)
- ×Angranthes    (Angraecum × Aeranthes)
- ×Angranthellea  (Angraecum × Aeranthes × Jumellea)
- ×Ceratograecum   (Angraecum × Ceratocentron)
- ×Eurygraecum   (Angraecum × Eurychone)
- ×Plectrelgraecum   (Angraecum × Plectrelminthus)
- ×Sobennigraecum   (Angraecum × Sobennikoffia)
- ×Tubaecum  (Angraecum  × Tuberolabium)